# Confédération Générale du Travail
De Confédération générale du travail (afgekort: CGT, Nederlands: 'Algemene arbeidsconfederatie') is de op een na grootste vakcentrale (federatie van vakbonden) van Frankrijk, achter de iets grotere Confédération française démocratique du travail (CFDT).

## Geschiedenis
Op 21 maart 1884 werd in Frankrijk een wet goedgekeurd die vakbonden toeliet. De CGT is opgericht als een koepel van syndicalistische vakbonden en de zogenaamde arbeidsbeurzen. De oprichting vond plaats tijdens het 7e congres van de chambres syndicales, groupes corporatifs, fédérations des métiers, unions et bourses du travail dat in september 1895 in Limoges werd gehouden.
In 1902 werd het verband verstevigd en werd het meer een federatie, maar de naam confederatie bleef gehandhaafd. Op het CGT-congres in 1906 in Amiens nam de CGT een handvest aan waarin ze een tweeledige doelstelling formuleerde:
- bevordering van het welzijn van de arbeiders door onmiddellijke verbeteringen;
- algehele emancipatie door kapitalistische onteigening (expropriation capitaliste).

Daarbij werd de directe actie als strijdmiddel centraal gesteld. De krant Le Monde stelt dat de CGT “ook tegenwoordig” nog aan dat manifest refereert.

Een belangrijk succes van de CGT, dat ze met harde stakingen afdwong, was de achturige werkdag die in 1919 wettelijk werd ingevoerd.
In de periode 1920–1943 probeerde de CGT enige afstand te bewaren tot de Franse Communistische Partij ((PCF, opgericht 1920) en de socialistische partij Section Française de l'Internationale Ouvrière (SFIO, opgericht 1905) en een hervormingsgezinde lijn te volgen.
Tussen 1947 en 1995 had de CGT echter een revolutionaire inslag, propageerde ze een breuk met het kapitalisme, en had ze een nauwe relatie met de PCF waar alle CGT-voorzitters in het partijbestuur zaten.
Na 1995 ging de CGT weer een gematigder koers varen, verder verwijderd van de PCF. 
Onder voorzitter Philippe Martinez, aangetreden 2015, werd in 2016 opnieuw een harde lijn ingezet, begeleid met kreten als “klassenstrijd” en “arbeid tegen kapitaal”.

## Grootte
In mei 2016 had de CGT 680.000 leden; de iets grotere  Confédération française démocratique du travail (CFDT) had 860.200 leden.
In de democratische verkiezingen voor Franse ondernemingsraden (Élections professionnelles) en voor de Franse arbeidsrechtbank (Élections prud'homales) was de CGT tot nu toe echter de grootste vakcentrale.

## Identiteit
De CGT geldt als ‘radicaler’ dan de andere grote Franse vakcentrale, de CFDT.
Illustratief voor het verschil tussen deze twee grote vakcentrales is hun opstelling tijdens de politiek-sociale crisis in 2016 rond de Wet El Khomri: 
de CFDT wist aan de onderhandelingstafel concessies in die wet van de regering te verkrijgen en steunde vervolgens de wet;
de CGT eiste (minstens tot juni 2016) het geheel intrekken van die wet, en bezigde daarbij aloude termen als ‘klassenstrijd’ en ‘arbeid tegen kapitaal’.

## Structuur

### Algemeen-secretarissen
| Algemeen-secretaris            | Aangetreden | Afgetreden |
| ------------------------------ | ----------- | ---------- |
| Lagailse                       | 1895        | 1898       |
| Maurice Copigneaux             | 1898        | 1900       |
| Victor Renaudin                | 1900        | 1901       |
| Eugène Guérard                 | 1901        | 1901       |
| Victor Griffuelhes             | 1901        | 1909       |
| Louis Niel                     | 1909        | 1909       |
| Léon Jouhaux                   | 1909        | 1945       |
| Léon Jouhaux - Benoît Frachon  | 1945        | 1947       |
| Benoît Frachon - Alain Le Léap | 1948        | 1957       |
| Benoît Frachon                 | 1957        | 1967       |
| Georges Séguy                  | 1967        | 1982       |
| Henri Krasucki                 | 1982        | 1992       |
| Louis Viannet                  | 1992        | 1999       |
| Bernard Thibault               | 1999        | 2013       |
| Thierry Lepaon                 | 2013        | 2015       |
| Philippe Martinez              | 2015        | heden      |

### Vakcentrales
- Fédération nationale agroalimentaire et forestière CGT (FNAF-CGT)
- Fédération nationale des syndicats du spectacle, du cinéma, de l'audiovisuel et de l'action culturelle CGT (FNSAC-CGT)
- Fédération de l'éducation de la recherche et de la culture CGT (FERC-CGT)
- Fédération nationale de l'équipement et de l'environnement CGT (CGT Équipement)
- Fédération de la santé et de l’action sociale CGT (Santeas CGT)
- Fédération des Finances CGT (CGT Finances)
- Fédération nationale des industries chimiques CGT (FNIC-CGT)
- Syndicat national des journalistes CGT (SNJ-CGT)
- Fédération nationale des mines et de l'énergie CGT (FNME-CGT)
- Fédération des officiers de la Marine marchande CGT (FOMM-CGT)
- Fédération nationale des personnels des organismes sociaux CGT (orgasociaux CGT)
- Fédération des personnels du commerce de la distributions et des services CGT
- Fédération nationale des ports et docks CGT
- Fédération nationale des professionnels de la vente CGT
- Fédération nationale des salariés de la construction, bois et ameublement CGT
- Fédération des services publics CGT
- Fédération des sociétés d'étude CGT
- Fédération des transports CGT
- Fédération nationale des syndicats maritimes CGT (FNSM-CGT)
- Fédération des travailleurs cadres et techniciens des chemins de fer CGT (CGT Cheminots)
- Fédération nationale des travailleurs de l'État CGT (FNTE-CGT)
- Fédération des travailleurs de la métallurgie CGT (FTM-CGT)
- Fédération des travailleurs des industries du livre, du papier et de la communication CGT (Filpac-CGT)
- Fédération nationale des travailleurs du verre et la céramique CGT
- Fédération générale des syndicats de la Police nationale CGT
- Fédération textile habillement cuir CGT
- Fédération nationale des salariés du secteur des activités postales et de télécommunications CGT (FAPT-CGT)
- Fédération des syndicats du personnel de la banque et de l'assurance CGT
- Union syndicale de l'Intérim CGT (USI-CGT)

### Confederale vakbonden
- Union générale des fédérations de fonctionnaires (UGFF-CGT)
- Union générale des ingénieurs, cadres et techniciens CGT (UGICT-CGT)
- Union confédérale des retraités CGT (UCR-CGT)
- Jeunes CGT
- Comité national de lutte et de défense des chômeurs CGT